# Anna Kjellbin
Anna Kjellbin, född 16 mars 1994 i Göteborg, är en svensk ishockeyspelare (back) som spelar för Luleå HF, som hon vunnit tre SM-guld med. Kjellbin medverkar i svenska damlandslaget och har medverkat i VM för Sverige åren 2016, 2017, 2022, 2023 och 2024. I VM 2024 är Kjellbin utsedd till kapten.